# RTL interactive
Die RTL interactive GmbH ist eine Tochtergesellschaft des Medienunternehmens RTL Deutschland mit Sitz in Köln. Unter dem Dach der RTL interactive GmbH bündelt RTL Television interaktive und transaktionsbasierte Geschäftsfelder jenseits des klassischen, werbefinanzierten, frei empfangbaren Fernsehens.

## Geschäftsbereiche
Zu den Geschäftsbereichen von RTL interactive zählen die Bereiche Online, Mobile, Teletext, Media Services (Telefonmehrwertdienste), Licensing und Games Publishing.
Daneben zählt die Entwicklung neuer Geschäftsmodelle zu den Kernaufgaben von RTL interactive. So schuf RTL interactive mit Clipfish im August 2006 eine eigene Video-Community. Anfang 2007 startete das von RTL interactive produzierte Video-on-Demand-Portal RTLNOW, das 2011 23,1 Mio. Abrufe monatlich hatte, im Juli 2009 folgte VOXNOW, am 24. August 2010 SUPER RTL NOW und am 2. Februar 2012 RTL 2 NOW. Parallel zum Sendestart von RTL Nitro am 1. April 2012 wurde von RTL interactive auch RTL NITRO NOW angeboten.
Insgesamt hatten alle Video-Portale von RTL interactive im März 2012 118,1 Mio. Videoabrufe. Im April 2012 lag die Zahl der Videoabrufe bei 116,8 Mio.

## Bereich Online
RTL interactive betreibt im Bereich Online eine Reihe von großen Publikumsseiten im Internet.
Neben dem Nachrichtenportal RTL News betreibt diese die Sendeportale VOX.de, VIP.de und sport.de.
Wie die Konkurrenz ProSiebenSat.1, betrieb auch RTL Deutschland ein Videoclip-Portal. Das Angebot der ProSiebenSat.1 nennt sich MyVideo, das von RTL Deutschland nannte sich Clipfish, 2017 wurde der Name in Watchbox abgeändert und bestand bis 2019. Inhaltlich sind sich diese beiden Videoportale ähnlich. Es können private Videos sowie offizielle Musikvideos und sogar Spielfilme und auch einige Serienfolgen kostenlos und legal abgerufen werden.
Mit den Portalen kochbar.de, Frauenzimmer.de sowie wer-kennt-wen.de (Februar 2008–Juni 2014) gehören auch Online-Communitys zu RTL interactive.
Mit der Übernahme der Smart Shopping and Saving GmbH (früher Gutscheine.de HSS GmbH) RTL Deutschland mit diesem Tochterunternehmen ihre Aktivitäten im Internetgeschäft in Richtung Online Couponing aus und erwirbt mit Gutscheine.de eines der größten Gutscheinportale Deutschlands. Durch die Erweiterung des Berliner Tochterunternehmens gehören auch seit 2013 u. a. das Schweizer Portal Gutschein.ch und das Angebotsportal Sonderangebote.de zum Repertoire von RTL interactive. Im September 2014 baute RTL interactive durch den Kauf der SPARWELT GmbH (ehemals ECONA Shopping GmbH) die Aktivitäten im Bereich Online Couponing weiter aus. Zur SPARWELT GmbH gehört unter anderem Sparwelt.de, ein redaktionelles Shoppingratgeber- und Gutscheinportal, das in Deutschland Marktführer im Bereich Online Couponing ist. Darüber hinaus betreibt die SPARWELT GmbH gemeinsam mit der Deutschen Telekom/T-Online auch Deals.de, ein Portal auf dem Konsumenten kostenlose Rabattgutscheine finden. Im Gaming-Bereich bietet die RTL interactive mit den Portalen spiele.rtl.de und GAMECHANNEL.de Browsergames und ein weiteres Unterhaltungsangebot.
Mit monatlich rund 11 Millionen Unique Visits ist RTL.de eine der populärsten deutschen Seiten im Internet. Die Seiten der NOW-Familie verbuchten im Jahr 2011 rund 247 Millionen Videoabrufe.
Am 28. März 2014 gab RTL interactive bekannt, sich von werkenntwen trennen zu wollen. Das Unternehmen begründete den Schritt mit massiven Reichweitenverlusten des Portals. Es wurde zunächst nach potenziellen Investoren gesucht. Der massive Nutzerverlust von werkenntwen ist, wie bei anderen sozialen Plattformen, vor allem auf den Erfolg des amerikanischen Online-Netzwerks Facebook zurückzuführen.
Anfang Mai 2014 verkündete RTL interactive offiziell, dass das Netzwerk zum 2. Juni 2014 eingestellt wird. Von der Schließung der Plattform sind 40 Mitarbeiter betroffen.
Im Jahr 2015 startete RTL interactive die Produktion des Comedy-Formats Comedy Rocket, das alleine auf Facebook über 230 Millionen Zuschauer fand.

## Video-On-Demand
Auch reichen die Aktivitäten der RTL interactive GmbH in den Bereich Video-on-Demand. Die Video-on-Demand-Angebote von RTL Deutschland bilden zusammen die einzelnen Bereiche des Streamingportal RTL+.

## Geschäftsdaten und Management
Mit den Diversifikationsgeschäften werden rund 15 Prozent des Gesamtumsatzes von RTL Deutschland erwirtschaftet. Geschäftsführer war ab dem 15. August 2008 Marc Schröder der bis Mai 2017 RTL interactive leitete. Diese Aufgabe übernahm von Mai 2017 Jan Wachtel, der im September 2020 von Matthias Dang abgelöst wurde. Bis August 2022 war Stephan Schäfer ebenfalls Geschäftsführer, seitdem ist es Andreas Fischer an der Seite von Dang.

## Auszeichnungen
Im Juni 2008 erhielt RTL interactive für das Mobile-Angebot von Deutschland sucht den Superstar den "made for mobile Award".